# Johann von Hiller
Johann von Hiller, avstrijski general, * 10. junij 1754, † 5. junij 1819.